# 高橋二朗
高橋 二朗（たかはし じろう、1957年10月16日 - ）は、日本のモータースポーツ・ジャーナリスト。有限会社GIRO Co., Ltd.代表。日本モータースポーツ記者会（JMS）会長。NPO法人日本モータースポーツ推進機構理事。

## 経歴
東京都出身。
1983年、チームいすゞの世界ラリー選手権 (WRC)RCA参戦アシスタントマネージャーに就任し、1986年まで務める。同年にル・マン24時間レースの取材を開始。
1987年、今宮純がフジテレビF1中継（F1グランプリ）の解説者となることに伴い、その後任として中部日本放送（CBC）制作のレース中継（全日本F3000選手権等）のピットレポーターとなる。1989年、インディ500マイルレース衛星生中継のピットレポーターとしての活動を開始。東洋人初の現地からのピットリポートを担当し、1992年まで務めた。また本人によれば、1989年から一時期ピレリのモータースポーツ関連業務に関わり、F1日本グランプリ開催時などに現地におけるコーディネートを行っていた。
現在イギリスのモータースポーツ雑誌・Autosportの日本特約ライターとして、国内モータースポーツの取材をしている。

## 出演

### テレビ
- 全日本F3000選手権（中部日本放送、フジテレビほか） - ピットリポーター
- フォーミュラ・ニッポン（フジテレビ） - ピットリポーター、解説（1997年 - 1998年、2002年 - ）
- SUPER GT（J SPORTS） - ピットリポーター
- GTV（2008年 - 、J SPORTS） - メインMC